# Serie di Ramanujan
La serie di Ramanujan è una tecnica inventata dal matematico indiano Srinivasa Ramanujan per attribuire un valore (finito) a una serie divergente a infinito. Sebbene non sia una sommatoria nel senso tradizionale del termine, essa presenta proprietà tali per cui risulta utile collocarne lo studio nell'ambito delle serie divergenti a infinito, all'interno del quale l'operatore di sommatoria non è definibile.

## Calcolo
La sommatoria (da non confondersi con la somma di Ramanujan, per cui più propriamente parliamo di serie) è essenzialmente una proprietà delle somme parziali, piuttosto che di una somma intera, che non è possibile definire. Se consideriamo la formula di Eulero-Maclaurin con i correttivi introdotti dai numeri di Bernoulli, otteniamo:
{\displaystyle {\begin{aligned}{}&{\frac {1}{2}}f\left(0\right)+f\left(1\right)+\cdots +f\left(n-1\right)+{\frac {1}{2}}f\left(n\right)\\={}&{\frac {1}{2}}\left[f\left(0\right)+f\left(n\right)\right]+\sum _{k=1}^{n-1}f\left(k\right)\\={}&\int _{0}^{n}f(x)\,dx+\sum _{k=1}^{p}{\frac {B_{k+1}}{(k+1)!}}\left[f^{(k)}(n)-f^{(k)}(0)\right]+R_{p}\end{aligned}}}
Ramanujan riscrisse questa formula nel caso di p tendente a infinito:
{\displaystyle \sum _{k=1}^{x}f(k)=C+\int _{0}^{x}f(t)\,dt+{\frac {1}{2}}f(x)+\sum _{k=1}^{\infty }{\frac {B_{2k}}{(2k)!}}f^{(2k-1)}(x)}
dove C è una costante specifica della serie e la sua continuazione analitica così come il limite dell'integrale non furono specificati da Ramanujan, ma possiamo presumere che essi fossero come quelli enunciati in precedenza. Comparando le due formule ed assumendo che R tende a 0 mentre x tende ad infinito, osserviamo che, nel caso generale, per funzioni f(x) che non divergono per {\displaystyle x=0}:
{\displaystyle C(a)=\int _{0}^{a}f(t)\,dt-{\frac {1}{2}}f(0)-\sum _{k=1}^{\infty }{\frac {B_{2k}}{(2k)!}}f^{(2k-1)}(0)}
in cui Ramanujan ha assunto {\displaystyle \scriptstyle a=0}. Prendendo {\displaystyle \scriptstyle a=\infty }, ritroviamo la sommatoria nota per le serie convergenti. Per funzioni f(x) che non divergono per {\displaystyle x=1}. otteniamo: 
{\displaystyle C(a)=\int _{1}^{a}f(t)\,dt+{\frac {1}{2}}f(1)-\sum _{k=1}^{\infty }{\frac {B_{2k}}{(2k)!}}f^{(2k-1)}(1)}
C(0) è stato di conseguenza proposto come somma di una sequenza divergente. È una sorte di "ponte" fra sommatoria e integrazione.
La versione della formula per una sommatoria convergente di funzioni con opportune proprietà di crescita, è:
{\displaystyle f(1)+f(2)+f(3)+\cdots =-{\frac {f(0)}{2}}+i\int _{0}^{\infty }{\frac {f(it)-f(-it)}{e^{2\pi t}-1}}\,dt}
Per un confronto, si veda anche la formula di Abel-Plana.

## Somma di serie divergenti
Assumiamo la convenzione per cui da ora in avanti la notazione {\displaystyle \scriptstyle (\Re )} denoterà la sommatoria di Ramanujan. Questa notazione è apparsa per la prima volta negli appunti di Ramanujan, priva di qualsiasi indicazione che ricordasse che essa semplificava un nuovo metodo di sommatoria.
Ad esempio, il {\displaystyle \scriptstyle (\Re )} di una serie del tipo 1 − 1 + 1 − ⋯ (serie di Grandi), è:
{\displaystyle 1-1+1-\cdots ={\frac {1}{2}}\ (\Re ).}
Ramanujan ha calcolato la somma di serie divergenti note. È importante sottolineare che le somme di Ramanujan non sono somme nel senso tradizionale del termine , ad esempio le somme parziali non convergono verso questo valore, che è denotato col simbolo {\displaystyle \scriptstyle (\Re )}.

In particolare, la somma {\displaystyle \scriptstyle (\Re )} di 1 + 2 + 3 + 4 + ⋯ è calcolata come:
{\displaystyle 1+2+3+\cdots =1\ +{\frac {1}{2^{(-1)}}}+{\frac {1}{3^{(-1)}}}+...+{\frac {1}{n^{(-1)}}}=-{\frac {1}{12}}\ (\Re )}
la somma diverge e non significa che la somma dei numeri interi tendente a infinito è una frazione negativa.
Quest'ultimo, infatti, è il valore della funzione zeta di Riemann quando vi si inserisca il numero {\displaystyle x=-1}. La funzione è ottenuta in analisi complessa,  a partire dalla somma {\displaystyle S(s)=1+{\frac {1}{2^{s}}}+{\frac {1}{3^{s}}}+{\frac {1}{4^{s}}}+...} dei reciproci delle potenze s-esime (intere positive) dei numeri interi. Tale somma ha un valore finito per {\displaystyle s>1}, mentre diverge altrimenti. Con la tecnica del prolungamento analitico, Riemann ottenne un valore finito anche per {\displaystyle s<=1}, ma {\displaystyle \zeta (s=-1)!=S(s=-1)}.
Generalizzando alle potenze pari positive, questo diventa:
{\displaystyle 1+2^{2k}+3^{2k}+\cdots =0\ (\Re )}
mentre lo stesso approccio, per le potenze dispari, suggerisce una relazione coi numeri di Bernoulli:
{\displaystyle 1+2^{2k-1}+3^{2k-1}+\cdots =-{\frac {B_{2k}}{2k}}\ (\Re )}
Alcuni autori hanno proposto di usare C(1) anziché C(0) come risultato della sommatoria di Ramanujan, dal momento che una serie del tipo {\displaystyle \scriptstyle \sum _{k=1}^{\infty }f(k)} ammette una e una sola sommatoria di Ramanujan, definita come il valore in una e una sola soluzione dell'equazione differenziale {\displaystyle \scriptstyle R(x)\,-\,R(x\,+\,1)\,=\,f(x)} che soddisfa la condizione al contorno {\displaystyle \scriptstyle \int _{1}^{2}R(t)\,dt\,=\,0}..
Questa definizione della sommatoria di Ramanujan (denotata come {\displaystyle \scriptstyle \sum _{n\geq 1}^{\Re }f(n)}), è diversa sia da quella data in precedenza per v, che dalla sommatorie di serie convergenti, e tuttavia presenta delle interessanti proprietà, quali: se v tende a un limite finito per x → +1, allora la serie {\displaystyle \scriptstyle \sum _{n\geq 1}^{\Re }f(n)} è convergente, e possiamo scrivere: 
{\displaystyle \sum _{n\geq 1}^{\Re }f(n)=\lim _{N\to \infty }\left[\sum _{n=1}^{N}f(n)-\int _{1}^{N}f(t)\,dt\right]}
E, in particolare, 
{\displaystyle \sum _{n\geq 1}^{\Re }{\frac {1}{n}}=\gamma ,}
dove {\displaystyle \gamma } è la costante di Eulero-Mascheroni.
La resummation di Ramanujan può essere estesa al calcolo integrale; ad esempio, applicando la formula di Eulero-Maclaurin, si può scrivere:
{\displaystyle {\begin{aligned}\int _{a}^{\infty }x^{m-s}\,dx={\frac {m-s}{2}}\int _{a}^{\infty }x^{m-1-s}\,dx+\zeta (s-m)-\sum _{i=1}^{a}i^{m-s}+a^{m-s}\\{}-\sum _{r=1}^{\infty }{\frac {B_{2r}\Gamma (m-s+1)}{(2r)!\Gamma (m-2r+2-s)}}(m-2r+1-s)\int _{a}^{\infty }x^{m-2r-s}\,dx\end{aligned}}}
che è la naturale estensione agli integrali dell'algoritmo di regolarizzazione della funzione Zeta. Per ri-sommatoria (resummation) si intende una procedura per ottenere un valore finito a partire da una serie divergente di funzioni, attraverso l'integrazione di una nuova funzione convergente nella quale compaiono riscalati i termini che definiscono la funzione di partenza.
Questa equazione ricorsiva (corrispondente in matematica del discreto a quello, di una equazione differenziale), è finita, essendo per {\displaystyle m-2r<-1}:
{\displaystyle \qquad \int _{a}^{\infty }dx\,x^{m-2r}=-{\frac {a^{m-2r+1}}{m-2r+1}},},
dove 
{\displaystyle I(n,\,\Lambda )\,=\,\int _{0}^{\Lambda }dx\,x^{n}}
Per {\displaystyle \Lambda \rightarrow \infty }, la resummation con la formula di Ramanujan conduce a risultati finiti nella rinormalizzazione della teoria quantistica dei campi.